# Rozluka
Rozluka byla až do roku 1950 jedním ze dvou způsobů zrušení manželského svazku. Druhým byl „rozvod od stolu a lože“, ten ale nevedl k právnímu ukončení manželství, manžele pouze zbavil povinnosti žít spolu (§ 103–110 všeobecného zákoníku občanského). Manželství za života obou manželů definitivně ukončovala až rozluka. Zakázána však byla katolíkům podle § 111 všeobecného zákoníku občanského a kanonickým právem není uznávána dodnes.
Po vzniku Československé republiky byla zákonem č. 320/1919 Sb. umožněna všem, a to z důvodů: cizoložství, odsouzení do vězení na 3 a více let, zlomyslného opuštění manžela, ubližování manželovi, ukládání o jeho život nebo zdraví, zhýralého života, duševní choroby nebo pijáctví, hlubokého manželského rozvratu nebo konečně nepřekonatelného odporu. Zrušena byla v roce 1949 a nahrazena rozvodem, který nově vede k úplnému zániku manželství. 
Tímto vývojem si za posledních sto let slova rozvod a rozluka vyměnila významy. Dnes se za definitivní konec manželství označuje rozvod, který ale dřív znamenal jen fyzické odloučení manželů za jinak stále trvajícího manželství.